# Боббі Блісс
Одра Ґреґсон (6 січня 1973 , США ), відома як Боббі Блісс (англ. Bobbi Bliss) — американська порноакторка.

## Біографія
Народилася 6 січня 1973 року в США. 
В порноіндустрію потрапила у 1997 році, у близько 24 років. Знімалася для таких порностудій, як Adam &amp; Eve, All Good Video, Elegant Angel, Evil Angel, JM Productions, Vivid Entertainment, VCA Pictures.
Пішла з порноіндустрії в 2007 році, знявшись в 164 порнофільмах.

## Нагороди та номінації
| Рік  | Нагорода   | Категорія        | Робота | Результат |
| ---- | ---------- | ---------------- | --- | --------- |
| 2000 | XRCO Award | Orgasmic Oralist | style="background: #99FF99; color: black; vertical-align: middle; text-align: center; " class="yes table-yes2"\|Перемога |           |

## Вибрана фільмографія
- Udderly Ridiculous (2004)